# Nightfall in Middle-Earth
Nightfall in Middle-Earth (срп. Сумрак у Средњој Земљи) је шести студијски албум немачког пауер метал бенда Блајнд Гардијан. Објављен је 28. априла 1998. године. Овај албум је концептуалног типа и заснован је на Силмарилиону енглеског писца Џ. Р. Р. Толкина. Књига обухвата приче из Првог доба и присећање на Рата драгуља. Албум поред музичких нумера садржи и наративе. Насловница албума приказује сцену из Силмарилиона где Лутијена играјући пева испред Мелкора. Овај албум се сматра најпознатијим и најбоље оцењеним албумом са дискографије Блајнд Гардијана, те љубитељи Блајнд гардијан често називају и "Толкин-бенд". Ово је такође први албум где Оливер Холцварт као гостујући музичар свира бас-гитару уместо Хансија Кирша.
Албум је 2007. године, услед пораста интересовања, ремастеризован и реиздат од стране Сенчури Медија са једном додатном бонус песмом.

## Музички стил
Албум је описан као "грандиозан" и на његово стварање је утицао прогресивни рок, упоређиван је са Квиновим оперским приступом "са бујним, налик хорским, хармонијама постављеним насупрот разноликим звуковима гитаре". Критичари су приметили брзе и мелодичне звукове гитаре укомбиноване са фолк инструментима, као што су флаута, виолина итд. те је бенд приказао и неке утициаје фолк рока. Песме на албуму варирају од "брзих" нумера до балада па чак и оперских комада.

## Песме
Све текстове песама написао Ханси Кирш; Сву музику компоновали Андре Олбрих и Ханси Кирш.
1. "War of Wrath" -	1:50
2. "Into the Storm" - 	4:24
3. "Lammoth" -	0:28
4. "Nightfall" -	5:34
5. "The Minstrel" -	0:32
6. "The Curse of Fëanor" - 5:41
7. "Captured" -	0:26
8. "Blood Tears" -	5:24
9. "Mirror Mirror" -	5:06
10. "Face the Truth" -	0:24
11. "Noldor (Dead Winter Reigns)" -	6:51
12. "Battle of Sudden Flame" -	0:44
13. "Time Stands Still (At the Iron Hill)" -	4:53
14. "The Dark Elf" -	0:23
15. "Thorn" -	6:19
16. "The Eldar" - 	3:39
17. "Nom the Wise" -	0:33
18. "When Sorrow Sang" -	4:25
19. "Out on the Water" -	0:44
20. "The Steadfast" -	0:21
21. "A Dark Passage" -	6:01
22. "Final Chapter (Thus Ends...)" - 0:51

- бонус песма са реиздања из 2007.

23. 	"Harvest of Sorrow" -	3:39

## Састав

### Бенд
- Ханси Кирш – вокал
- Андре Олбрих – соло-гитара и помоћни вокал
- Маркус Зипен – ритам-гитара и помоћни вокал
- Томен Штаух – бубњеви

### Гостујући музичари
- Оливер Холцварт - бас-гитара
- Матијас Вајснер - клавијатура
- Михаел Шурен - клавир
- Макс Зелцнер - флаута
- Норман Ешли, Даглас Филдинг - наратори
- Били Кинг, Ролф Кухлер, Олаф Сенкбел, Томас Хакман - хорска пратња